# パシュミナ

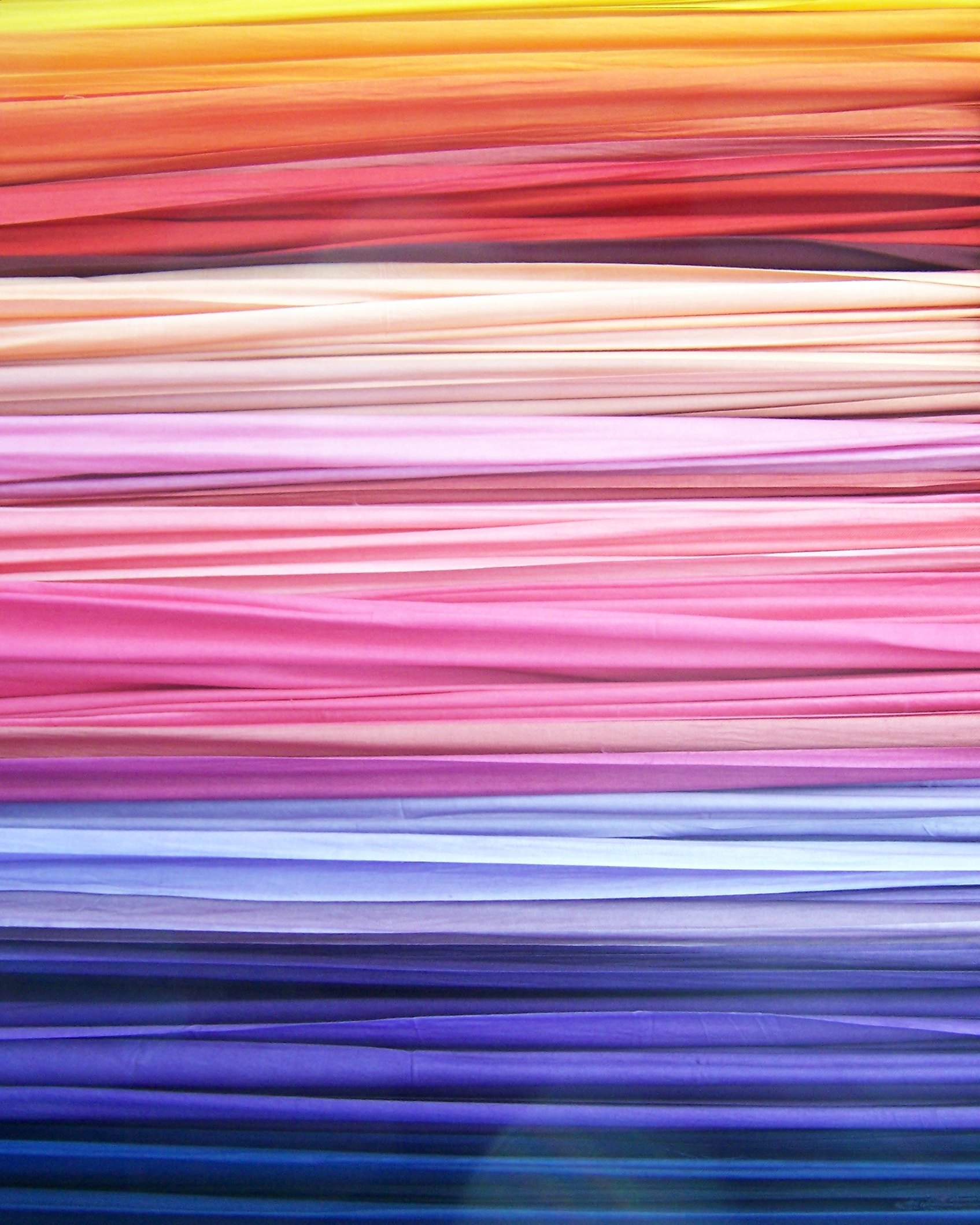
パシュミナ素材

パシュミナ（pashmina）は、カシミヤ繊維等を糸に紡ぎ、織り上げた、ネパールやインドで伝統的に作られてきたストール・ショールおよびその素材を指す。
非常に弱い糸から生地を織り上げるため、ネパールで古くから経糸にシルクを用いている。
これに対してインドでは古くよりパシュミナ素材のみで織り上げられるストール（通常、100％パシュミナストールと呼ばれる）が主となり、この織りを「DIVINE WEAVE」と呼んでいる。
一般的なカシミヤストールは、カシミヤ繊維の持つ縮充性を利用してフェルト化させた生地を用いるが、パシュミナストールは、カシミヤ繊維を糸に紡ぎ、織り上げるため、生地が薄く、光沢感が高いと言う特徴を持つ。
近年、そのファッション性の高さから、欧米や日本等の先進国を中心に流行したため、それらの地域ではパシュミナという名称が一般化された。
パシュミナストールの素材もまたパシュミナと呼ばれる。伝統的には、パシュミナはヒマラヤ山脈に生息するカシミヤ山羊およびその近似種から採取された素材とされているが、明確な定義が無いため、現在は低ランクのカシミヤ繊維やウール繊維で作られたものが主流となってしまい、化学繊維のものまでパシュミナとして販売されていることがある。
日本国内に流通しているパシュミナの多くが、こうした粗悪品となっており、実店舗で風合いを確認した上で購入するか、通信販売で購入される場合も返品保証等のある店舗で購入するべきである。
なお日本では家庭用品品質表示法上、パシュミナと言う繊維の用語は認められていないため、ウールまたはカシミヤと表記される事が多い。